# Molophilus takaoensis
Molophilus takaoensis là một loài ruồi trong họ Limoniidae. Chúng phân bố ở miền Cổ bắc.